# František Liebl
František Liebl (17. února 1910 v Dobřichovicích – 29. září 1992 v Hradištku–Rajchardově u Štěchovic) byl český lesník a malíř.

## Život
Narodil se do rodiny hajného. V roce 1915 mladý František Liebl ukončil měšťanskou školu v Dobřichovicích a nastoupil na dráhu lesníka, nejprve na praxi u svého otce. Následně nastoupil na lesnickou školu do Písku, po jejím absolvování bylo jeho prvním působištěm předhůří Krušných hor, kde začal pracovat jako lesník v Košťanech, poté v Měrunicích v Českém středohoří a posléze pokračoval na lesním úřadu v Jezeří. Okupace sudetského Podkrušnohoří jej přinutila přestěhovat se do Povltaví do Křepenic, odtud pak do myslivny Tomkovka poblíž Netvořic v okrese Benešov. Povltaví zůstal věrný a tak se po ukončení lesnické kariéry přestěhoval do Hradištka-Rajchardova u Štěchovic. František Liebl zdědil po svém otci lásku k lesu i malířský talent. Lásku k přírodě spojil s láskou k malování. Pochován je na štěchovickém hřbitově.

### Dílo
- Seznam děl v Souborném katalogu ČR, jejichž autorem nebo tématem je František Liebl